# Bartolomeu Dias
Bartolomeu Dias (ca. 1450 - prop del cap de Bona Esperança, Sud-àfrica, 29 de maig de 1500) va ser un navegant i explorador portuguès al servei del rei Joan II de Portugal que va explorar el litoral africà a la recerca d'un pas cap a les Índies i els regnes llegendaris del Preste Joan, evitant la ruta mediterrània, amenaçada pels turcs i els pirates. És considerat com el primer europeu a arribar al cap de Bona Esperança (1488), lloc on trobà la mort el 1500.

## Biografia
No se sap on ni quan va néixer, i així mentre unes fonts indiquen que nasqué a Mirandela, Trás-os-Montes, altres diuen que ho va fer a l'Algarve. Hi ha fonts que el relacionen amb João Dias, mariner que el 1434 navegà pels voltants del cap Bojador i Dinis Dias, que el 1445 descobrí la península de Cap Verd. També se sap que tenia ascendents jueus. Eren germans seus Diogo Dias, primer europeu a avistar l'illa de Madagascar i Pêro Dias, que l'acompanyà en el viatge cap al sud d'Àfrica
El 1481 acompanyà al navegant Diogo de Azambuja en una expedició cap a Costa d'Or. Poc després fou nomenat cavaller de la Cort, superintendent dels grans magatzems reials i mestre veler del vaixell de guerra São Cristóvão.

## Viatge al sud d'Àfrica
Durant la segona meitat del segle xv les expedicions portugueses van anar endinsant-se més i més cap al sud del continent africà. El 1486 el rei Joan II de Portugal li confià el comandament d'una petita flota per a córrer l'Àfrica cap al sud, per tal de tenir coneixement de l'existència del mític regne del Preste Joan, amb qui el rei volia establir relacions amistoses i per la qual cosa també havia enviat una expedició terrestre en missió secreta formada per Pêro da Covilhã i Afonso de Paiva. El propòsit de l'expedició era d'investigar fins on arribava la costa sud d'Àfrica, per a avaluar la possibilitat d'una via marítima cap a l'Índia.
Dias hagué de passar més de deu mesos per a preparar l'expedició, partint de Lisboa a la fi de juliol o els primers dies d'agost de 1487 amb dues caravel·les i una naveta de provisions. En aquest viatge l'acompanyaren Pêro de Alenquer, com a pilot de la São Cristóvão, João Infante, al comandament de la São Pantaleão, pilotada per Álvaro Martins; i Pêro Dias, germà de Bartolomeu, comandant el vaixell de provisions, amb João de Santiago com a pilot. En l'expedició també participava João Grego i anaven acompanyats per dos homes i quatre dones negres, capturats per Diogo Cão a la costa occidental africana. Ben alimentats i vestits foren alliberats a la costa perquè testimoniessin als pobladors locals la bondat i grandesa dels portuguesos, al mateix temps que recollien informació sobre el regne del Preste Joan.
L'expedició resseguí la costa occidental d'Àfrica, navegant primer cap a la desembocadura del riu Congo, descoberta el 1486 per Diogo Cão i Martin Behaim. S'aprovisionaren a la fortalesa de Sāo Jorge da Mina, a la Costa d'Or i continuaren fins a Angola, fins que arribaren el 8 de desembre al golf da Santa Maria da Conceição, a l'actual Namíbia, el punt més al sud cartografiat en l'expedició de Diogo Cão. A la fi de desembre de 1487 arribaren a un lloc prop de la desembocadura del riu Orange i erigiren un padrão, anomenant el lloc Angra dos Voltas. Al voltant de Port Nolloth, al nord-oest de l'actual Sud-àfrica. Una tempesta els va allunyar de la costa durant dies, passant de llarg el Cap de Bona Esperança, sense arribar a veure'l. Tretze dies més tard, i aprofitant els vents favorables procedents de l'Antàrtida, Dias va ordenar prendre cap a l'est fins que va arribar (ja el 1488) l'extrem sud d'Àfrica. Una vegada al continent van seguir la costa cap a l'est, cartografiant diverses badies fins a arribar a Kwaaihoek, prop de la desembocadura del riu Bushman, on construïren el padrão de São Gregorio. Una vegada allà es veia la possibilitat de dur a cap el gran projecte portuguès imaginat per l'infant Enric: arribar a l'Índia contornejant el continent africà i travessant l'oceà Índic, però davant la posició contrària de molts mariners, cansats, malalts i temorosos davant l'escassesa de provisions, va decidir de tornar a Portugal. En el viatge de tornada resseguint sempre la costa africana, descobriren el cap Agulhas, el punt més meridional del continent, i el cabo das Tormentas.
Quan l'expedició va arribar a Lisboa, el desembre de 1488, a la ciutat es trobava un mariner genovès, Cristòfol Colom, que d'ençà de 1484 proposava un nou itinerari al rei de Portugal per a arribar a l'Índia: viatjant cap a l'oest travessant l'oceà Atlàntic. La seva proposta havia estat estudiada i, sense haver estat aprovada, tampoc no havia estat desestimada. No obstant això l'expedició de Dias obria el camí per a arribar a l'Índia, la qual cosa devaluava el projecte de Colom, qui tenia un pla molt organitzat i meditat, però que, a part dels seus molt amplis coneixements mariners, es basava en un aplec de suposicions extretes de la Bíblia, de llibres de savis de l'Antiguitat, com Claudi Ptolemeu, o relats de viatges com els de Marco Polo. Davant d'aquest pla una mica fantasiós, la corona portuguesa es va decidir per la realitat basada en les descobertes de Dias.
Per aquests motius és comprensible el temor portuguès quan saberen, mentre es trobaven preparant l'expedició de Vasco da Gama que arribarà a l'Índia el 1497, que Colom, al servei de la corona de Castella (rival absolut de Portugal) havia dut a bon port el seu pla l'any 1492. Els beneficis de tot un segle d'esforços, pagat amb vides i diners, perillaven. Per això el rei Joan II de Portugal va reaccionar amb duresa reclamant la propietat de les terres descobertes per Colom, situades en l'Oceà al sud de les illes Canàries i per tant, segons el tractat d'Alcaçovas, portugueses. Les tensions entre ambdós regnes van dur a una mediació del Papa de Roma de la qual sortiria el Tractat de Tordesillas que fixava una línia imaginària situada 370 llegües a l'oest de les Illes Cap Verd assignant tot territori que es descobrís a l'oest d'aquesta línia als reis castellans, mentre que els territoris a l'est d'aquesta línia pertanyerien a Portugal.

## Darrers anys
Dias va participar com a subordinat en el viatge de Vasco da Gama cap a l'Índia, que es començà a preparar el 1497. Supervisà la construcció dels vaixells São Gabriel i San Rafael, i acompanyà la flota de Vasco da Gama el 1499, com a capità d'un vaixell que tenia com a destinació São Jorge da Mina, acompanyant-lo com a guia en la primera etapa del viatge fins a les illes de Cap Verd. En aquest viatge Vasco da Gama arribaria fins a Calicut, a l'Índia, vorejant l'extrem sud d'Àfrica el 1498.
Dias també fou un dels capitans i principal navegant de la segona expedició portuguesa a l'Índia, encapçalada per Pedro Alvares Cabral. Aquesta flota arribà primer a la costa del Brasil, prenent possessió d'ella el 1500. Després de recórrer l'extrem oriental del país a l'abril, la flota salpà cap a l'est, rumb a l'Índia. El 29 de maig, quan l'expedició arribava a les costes del cap de Bona Esperança, una important tempesta va provocar l'enfonsament de quatre dels vaixells, entre ells el del mateix Dias, morint ell i tots els seus homes.